# King Buzzo (album)
Albums de Melvins
Salad of a Thousand Delights
(1992) Dale Crover
(1992)
King Buzzo est un EP du guitariste des Melvins, Buzz Osborne, sorti en 1992 chez Boner Records. Osborne recruta pour le projet Dave Grohl, le batteur de Nirvana. Il apparaît dans les crédits sous le nom de "Dale Nixon" en raison de contraintes d'exclusivité liées au contrat de Nirvana avec sa maison de disques Geffen, un pseudonyme que Greg Ginn avait adopté pour jouer de la basse sur l'album My War de Black Flag.
Osborne n'apparaît pas sur "Skeeter" puisque c'est un remix de la chanson Just Another Story About Skeeter Thompson enregistré par Grohl le 23 décembre 1990 avec cinq autres chansons disponibles sur son album solo (sous le nom de Late!) Pocketwatch. Skeeter Thompson était le bassiste de Scream, l'ancien groupe de Grohl.

## Liste des titres
1. Isabella (Osborne) – 3 min 15 s
2. Porg (Osborne) – 4 min 02 s
3. Annum (Osborne) – 4 min 29 s
4. Skeeter (Grohl) – 2 min 03 s

## Personnel
- King Buzzo - Chant, guitare, guitare basse, producteur
- Dave Grohl - chant, guitar, guitare basse, batterie, producteur
- Barrett Jones - producteur, Ingénieur du son
- Harvey Bennett Stafford - Artwork